# Yuqiang
Yuqiang är i kinesisk mytologi en gestalt som gavs i uppdrag av himlens konung att förankra de flytande "Odödlighetens öar". Han lyckas med detta med hjälp av en grupp jättesköldpaddor i hans tjänst. 
Yuqiang gestaltas som en man med fågelkropp. Han var ursprungligen en vindgud som levde i norr.